# Jamie Bain
Jamie Bain (sinh ngày 6 tháng 8 năm 1991) là một cầu thủ bóng đá người Scotland thi đấu cho Forfar Athletic, ở vị trí tiền vệ.

## Thống kê sự nghiệp
Tính đến trận đấu diễn ra ngày 28 tháng 10 năm 2017
| Câu lạc bộ          | Mùa giải            | Giải vô địch        | Giải vô địch | Giải vô địch | Cúp bóng đá Scotland | Cúp bóng đá Scotland | Cúp Liên đoàn | Cúp Liên đoàn | Khác    | Khác      | Tổng cộng | Tổng cộng |
| Câu lạc bộ          | Mùa giải            | Hạng đấu            | Số trận      | Bàn thắng    | Số trận              | Bàn thắng            | Số trận       | Bàn thắng     | Số trận | Bàn thắng | Số trận   | Bàn thắng |
| ------------------- | ------------------- | ------------------- | ------------ | ------------ | -------------------- | -------------------- | ------------- | ------------- | ------- | --------- | --------- | --------- |
| Gretna              | 2004–05             | Third Division      | 1            | 0            | 0                    | 0                    | 0             | 0             | 0       | 0         | 1         | 0         |
| Airdrie United      | 2008–09             | First Division      | 1            | 0            | 0                    | 0                    | 0             | 0             | 0       | 0         | 1         | 0         |
| Airdrie United      | 2009–10             | First Division      | 1            | 0            | 0                    | 0                    | 0             | 0             | 0       | 0         | 1         | 0         |
| Airdrie United      | 2010–11             | Second Division     | 32           | 2            | 2                    | 0                    | 1             | 0             | 0       | 0         | 35        | 2         |
| Airdrie United      | 2011–12             | Second Division     | 34           | 2            | 1                    | 0                    | 3             | 1             | 1       | 0         | 39        | 3         |
| Airdrie United      | 2012–13             | First Division      | 31           | 3            | 0                    | 0                    | 0             | 0             | 1       | 0         | 32        | 3         |
| Airdrieonians       | 2013–14             | Giải vô địch One    | 32           | 1            | 1                    | 0                    | 2             | 0             | 1       | 0         | 36        | 1         |
| Airdrieonians       | 2014–15             | Giải vô địch One    | 30           | 2            | 1                    | 0                    | 1             | 0             | 1       | 0         | 33        | 2         |
| Airdrieonians       | 2015–16             | Giải vô địch One    | 30           | 2            | 2                    | 0                    | 2             | 0             | 1       | 0         | 35        | 2         |
| Airdrieonians       | Tổng cộng           | Tổng cộng           | 191          | 12           | 7                    | 0                    | 9             | 1             | 5       | 0         | 212       | 13        |
| Forfar Athletic     | 2016–17             | League Two          | 33           | 0            | 2                    | 0                    | 3             | 0             | 7       | 1         | 45        | 1         |
| Forfar Athletic     | 2017–18             | Giải vô địch One    | 10           | 0            | 0                    | 0                    | 4             | 0             | 1       | 0         | 15        | 0         |
| Forfar Athletic     | Tổng cộng           | Tổng cộng           | 43           | 0            | 2                    | 0                    | 7             | 0             | 8       | 1         | 60        | 1         |
| Tổng cộng sự nghiệp | Tổng cộng sự nghiệp | Tổng cộng sự nghiệp | 235          | 12           | 9                    | 0                    | 16            | 1             | 13      | 1         | 273       | 14        |

1. 1 2 3 4 5 6  Số lần ra sân tại Scottish Challenge Cup
2. ↑  Three appearances tại Scottish Challenge Cup; four appearances and a goal tại Giải vô địch One play-offs